# Haynes (North Dakota)
Haynes is een plaats (city) in de Amerikaanse staat North Dakota, en valt bestuurlijk gezien onder Adams County.

## Demografie
Bij de volkstelling in 2000 werd het aantal inwoners vastgesteld op 19.
In 2006 is het aantal inwoners door het United States Census Bureau geschat op 17, een daling van 2 (-10,5%).

## Geografie
Volgens het United States Census Bureau beslaat de plaats een oppervlakte van
0,3 km², geheel bestaande uit land. Haynes ligt op ongeveer 776 m boven zeeniveau.

## Plaatsen in de nabije omgeving
De onderstaande figuur toont nabijgelegen plaatsen in een straal van 40 km rond Haynes.